# Eric Feltes
Eric M. Feltes ist ein US-amerikanischer Schauspieler, Drehbuchautor und Filmproduzent.

## Leben
Feltes wuchs in Aurora im US-Bundesstaat Illinois auf. Später unterrichtete er dort die Fächer Theaterschauspiel und Spanisch. 2013 begann er seine Schauspiellaufbahn in Chicago. 2016 zog er nach Los Angeles, um vermehrt in größeren Filmproduktionen mitspielen zu können. Er lebt gemeinsam mit seinem Hund in Hollywood, den er aus einem Schlachthof in China rettete.
Er startete seine Filmschauspiellaufbahn durch Besetzungen in den Kurzfilmen Our Cultural Center und David in Bloom. In den folgenden Jahren durfte er Nebenrollen in Spielfilmen verkörpern. 2016 erschienen die Kurzfilme Tides und Off Book, für die er für das Drehbuch und die Produktion verantwortlich war und außerdem eine Rollenbesetzung übernahm. 2017 war er für sieben Episoden der Fernsehserie The Substitute als Drehbuchautor und Produzent verantwortlich und übernahm außerdem die Rolle des Mr. Feltes. 2018 stellte er im Spielfilm Avengers Grimm 2 – Time Wars die Rolle des Rumpelstiltskin dar. 2019 folgte mit Lukewarm ein weiterer Kurzfilm unter seiner Führung. 2021 durfte er in einer Episode der Fernsehserie Shameless mitwirken.

## Filmografie

### Schauspieler
- 2013: Our Cultural Center (Kurzfilm)
- 2014: David in Bloom (Kurzfilm)
- 2014: Callback
- 2015: Mission Italian
- 2016: Secrets We Keep (Kurzfilm)
- 2016: Kerosene Stars: Talk Talk (Kurzfilm)
- 2016: Boot the Pigeon
- 2016: Betrayed (Fernsehserie, Episode 1x08)
- 2016: Dammit Dylan (Mini-Serie)
- 2016: Tides (Kurzfilm)
- 2016: Off Book (Kurzfilm)
- 2016: Less Than 30
- 2017: Wood & Stone (Kurzfilm)
- 2017: The Pine Tar Incident: Making of Tar Wars
- 2017: The Substitute (Fernsehserie, 7 Episoden)
- 2017: Come to Life (Kurzfilm)
- 2018: Bernadette
- 2018: Avengers Grimm 2 – Time Wars (Avengers Grimm: Time Wars)
- 2018: Super Single (Fernsehserie, Episode 1x06)
- 2019: The Peeping Tom (Kurzfilm)
- 2019: Lukewarm (Kurzfilm)
- 2020: James (Kurzfilm)
- 2021: Shameless (Fernsehserie, Episode 11x12)

### Filmschaffender
- 2016: Tides (Kurzfilm) (Drehbuch, Produktion)
- 2016: Off Book (Kurzfilm) (Drehbuch, Produktion)
- 2017: The Substitute (Fernsehserie, 7 Episoden) (Drehbuch, Produktion)
- 2019: Lukewarm (Kurzfilm) (Drehbuch, Produktion)